# Mnemiopsis
Mnemiopsis je rod žebernatky z řádu chlopňovky (Lobata), jehož zástupci se přirozeně vyskytují v tropických a subtropických vodách západního Atlantiku podél pobřeží Amerického kontinentu. V Evropě a západní Asii se jedná o významný invazivní druh s dalekosáhlým vlivem na místní ekosystémy.

## Systematika
Mnemiopsis je rod žebernatek v rámci čeledi žebernatkovití (Bolinopsidae) a řádu chlopňovky (Lobata). V rámci tohoto rodu byly původně popsány hned tři druhy žebernatek, jejichž morfologické znaky však byly natolik podobné, že se o těchto druzích začalo uvažovat spíše jako o ekologických formách téhož druhu Mnemiopsis leidyi. Studie z roku 2024 nicméně přišla s tím, že tento rod zahrnuje dva druhy. Vzhledem k nedořešené taxonomii tento článek pojednává o organismu pojmenovávaném v literatuře jako Mnemiopsis leidyi.

## Popis a biologie
Žebernatka Mnemiopsis leidyi má 10–12 cm dlouhé rosolovité tělo, které svým tvarem připomíná vlašský ořech. Tělo je převážně bezbarvé až mléčné. Skládá se ze dvou mohutných laloků, po nichž se táhnout čtyři pásy brv, které jsou přes den duhové a v noci po vyrušení zeleně fluoreskují.

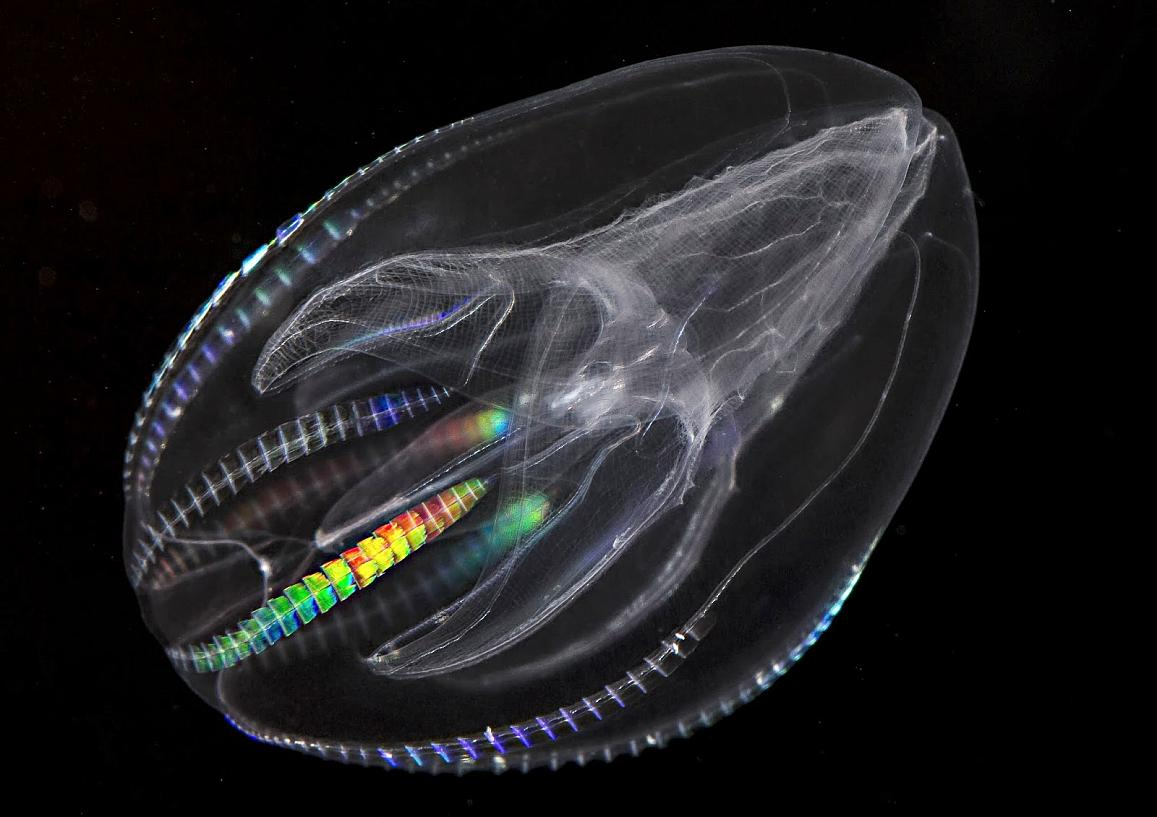
Detail barevných variací žebernatky Mnemiopsis leidyi

Jedná se o aktivního predátora, který pořádá obrovské množství zooplanktonu, především ichtyoplanktonu (rybí vajíčka a larvy). Tato žebernatka je schopna denně pozřít až desetkrát větší množství potravy, než sama váží. V oblibě má hlavně raná stadia klanonožců (Copepoda). Poměrně dlouho nebylo zcela jasné, jakými mechanismy je žebernatka schopna obrovské množství klanonožců polapit. Žebernatka Mnemiopsis leidyi je totiž poměrně velký, primitivně a nemotorně působící organismus. Zooplankton klanonožců vnímá i miniaturní záchvěvy vody, které je včasně varují před blížícími predátory, před kterými zooplanktonní klanonožci hbitě a velmi rychle prchají. Moderní výzkum za použití vysokorychlostních kamer ukázal, že žebernatka využívá mikroskopické vlásečné brvy (cilie) umístěné na ústních lalocích. Žebernatka těmito brvami pomalu a opatrně pohybuje, čímž vytváří slaboučký proud o rychlosti pouhých 2 mm / s, kterým přivádí vodu k lalokům. Kořist jako právě zooplankton klanonožců, jejichž hlavní obranný mechanismus proti predátorům je extrémní citlivost na změny hydrodynamiky, tak až do posledního momentu svého predátora vůbec nepostřehnou.
Žebernatka Mnemiopsis leidyi je hermafrodit, avšak je schopna i samooplození, takže teoreticky pouze jedna žebernatka dokáže vytvořit novou populaci. Za invazivním úspěchem žebernatky může stát i její schopnost navrátit se z dospělého stadia zpět do stadia larválního, pokud je vystavena stresu.

## Výskyt a invazivní povaha
Mnemiopsis leidyi se přirozeně vyskytuje v zálivech a estuárech tropických a subtropických vod západního Atlantiku podél pobřeží Severní a Jižní Ameriky. Od počátku 80. let 20. století však začala pronikat do nových oblastí, kam se rozšířila skrze balastní vodu lodí (voda, kterou některé lodě záměrně nabírají do balastních nádrží pro zajištění rovnováhy lodi). Vhodné podmínky pro invazivní rozšíření žebernatky podnítila intenzifikace lodní dopravy spolu s globálním oteplováním a narůstajícím narušováním mořských ekosystémů. Žebernatka se Mnemiopsis leidyi invazivně rozšířila do Černého, Kaspického, Středozemního, Severního a Baltského moře. Dá se předpokládat, že se v budoucnu rozšíří i do dalších, nových oblastí.

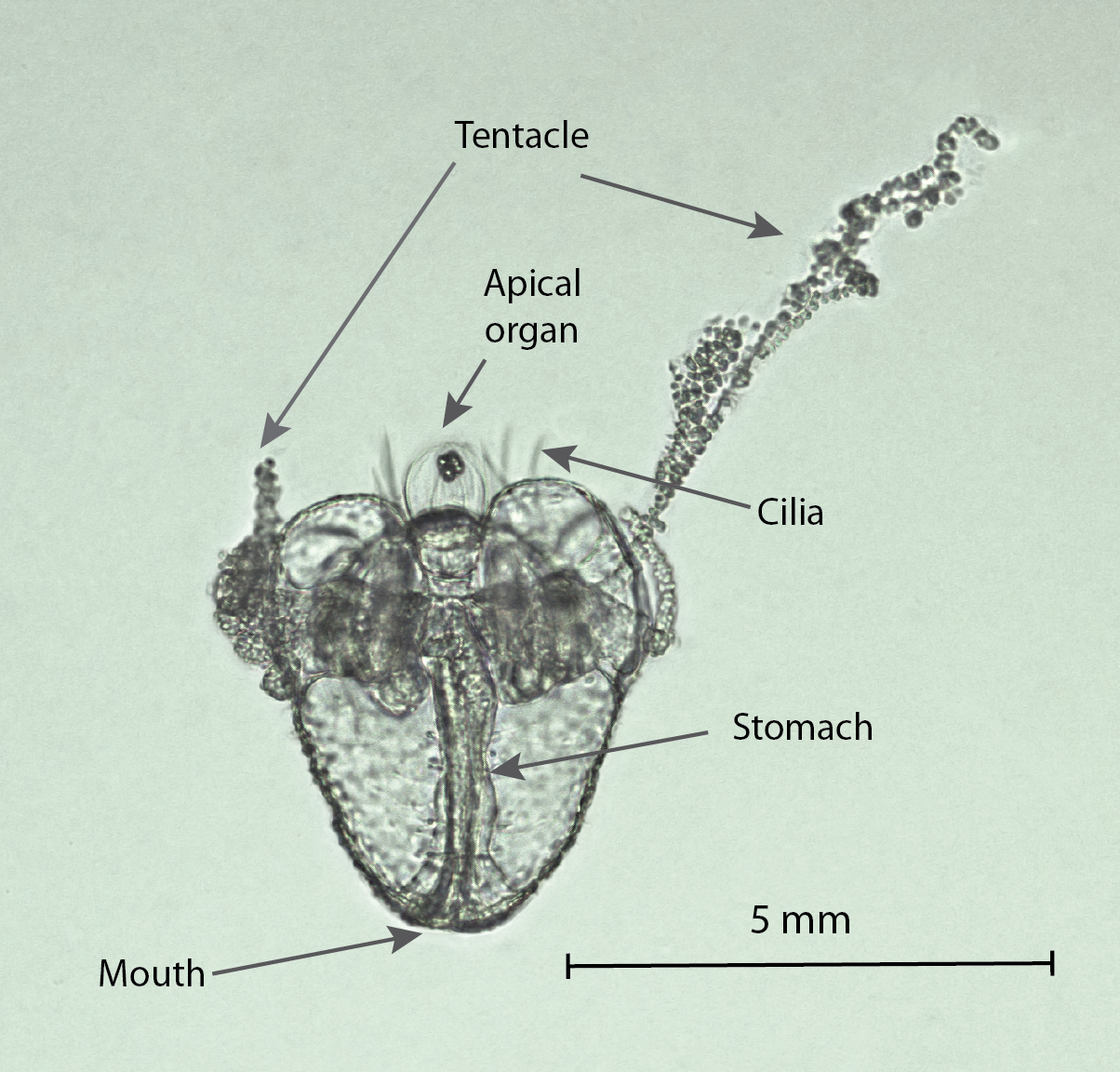
Schéma larvy

Žebernatka Mnemiopsis leidyi se vyznačuje vysokou biotopovou flexibilitou a tolerancí vůči různým typům prostředí – je např. schopna osídlit vody různé salinity a teploty. To ji umožňuje zakládat populace v rozmanitých ekologických podmínkách. Jakmile se populace žebernatek uchytí v jedné oblasti, do okolních vod ji zatáhnou lokální vodní proudy. V ideálním prostředí dokáže Mnemiopsis leidyi dosahovat extrémně vysokých počtů a narušuje prostředí všech trofických úrovní. Může dosahovat hustoty výskytu až 300 jedinců na 1 m³, což vede k dramatickému úbytku biomasy zooplanktonu, změnám v zooplanktoním složení a nakonec i k prudkým propadům rybích populací. Pro představu, 5 let po introdukci Mnemiopsis leidyi do Černého moře místní rybáři odchytili každý rok 600 000 tun ryb méně, což byla ztráta odhadována na 240–340 milionů amerických dolarů. V Azovském moři rok po introdukci způsobila žebernatka pokles odchycených kilek a sardelů z asi 160 000 tun na 12–15 000 tun.

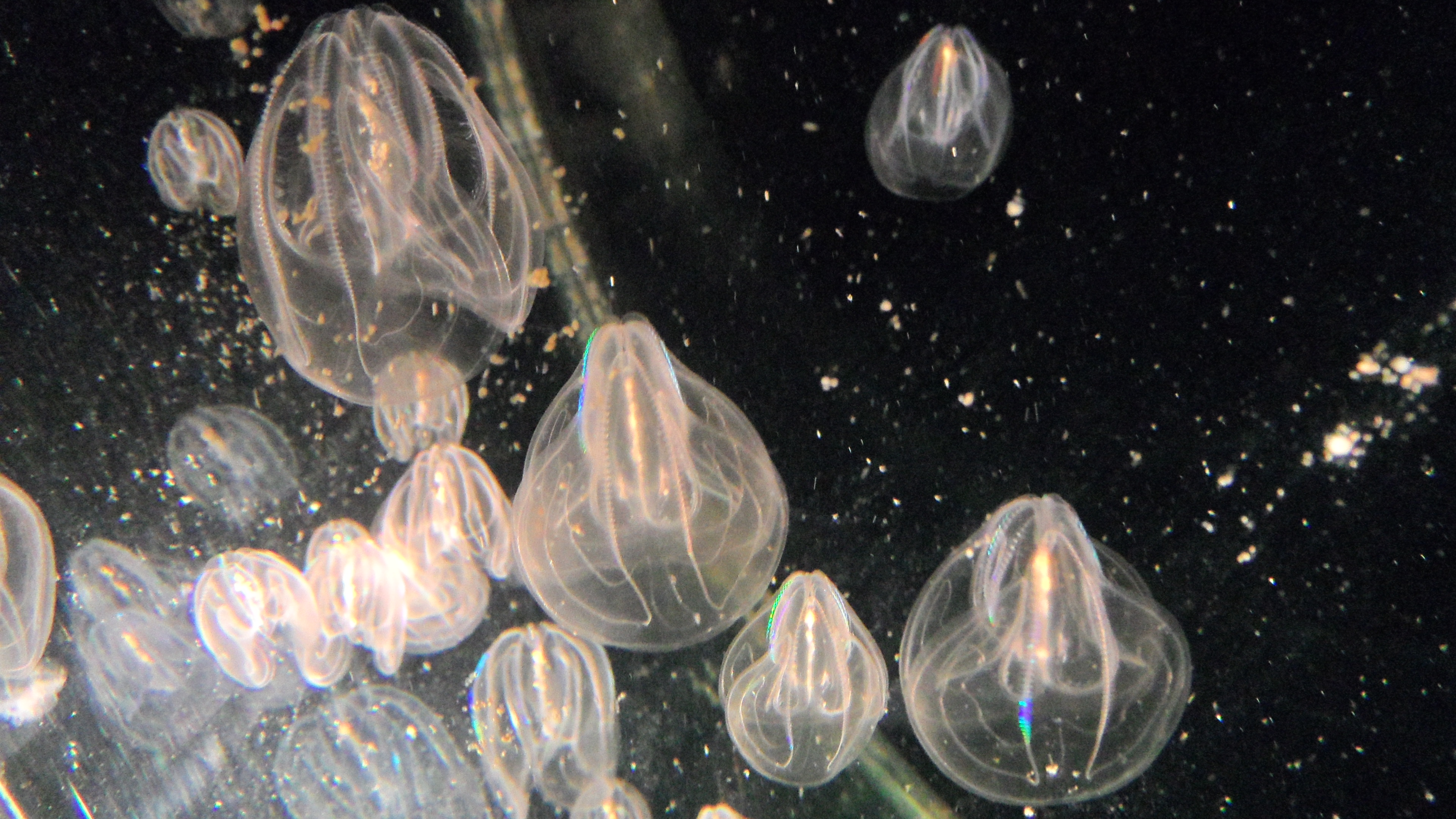
Skupina žebernatek Mnemiopsis leidyi

V Baltském moři takto došlo ke kolapsu populací sardelů obecných (Engraulis encrasicholus) a v moři Kaspickém zkolabovaly populace kilek sardelovitých (Clupeonella engrauliformis). Vedle rozsáhlých ekonomických dopadů mají populační kolapsy ryb dalekosáhlé důsledku i pro živočichy na vrcholu potravního řetězce. Například v Černém moři žebernatka přímo ohrožuje sviňuchu obecnou, v Kaspickém moři tuleně kaspického.
Úplná eradikace žebernatky Mnemiopsis leidyi z invadovaných ekosystémů je v praxi v podstatě vyloučena. Redukce populace Mnemiopsis leidyi v Černém moři nastala po roce 1997 poté, co byla do oblasti nechtěně introdukována (opět v balastní vodě ze Severní Ameriky) jiná žebernatka, a sice Beroe ovata, která se živí výhradně jinými druhy žebernatek (Ctenophora) – především Mnemiopsis leidyi – v planktonním stadiu. Populace zooplanktonu v Černém moři se nedlouho po introdukci Beroe ovata zotavila. Beroe ovata je tak jedna z mála, ne-li jediná schůdná varianta kontroly Mnemiopsis leidyi. I přes četná vědecká doporučení a snahy o introdukci B. ovata do Kaspického moře již od počátků 21. století, k záměrné introdukci nedošlo. V roce 2019 se B. ovata však v Kaspickém moři poprvé objevila.